# Judacot
Judacot fue un mensajero enviado en 876-877 al emperador Carlos el Calvo. Es el primer judío catalán del cual se tiene noticia.
El emperador envió un reconocimiento a la comunidad barcelonesa, en gratitud por el desempeño de este mensajero, hecho que testifica la buena relación que tenía dicho monarca con las comunidades judías de sus dominios.